# Université Carleton
Pour les articles homonymes, voir Carleton.
L’université Carleton (en anglais : Carleton University, à l'origine Carleton College), est une université internationale située à Ottawa (Ontario), au Canada. Elle a été fondée en 1942.

## Historique
L'université Carleton a été fondée pendant la Seconde Guerre mondiale, en 1942, par l'Ottawa Association for the Advancement of Learning.

## Facultés, départements, écoles et instituts

### Facultés
L'Université compte sept facultés :
- Architecture - Architecture
- Arts et les sciences sociales - Arts and Social Sciences
- Génie - Engineering and Design
- Études supérieures -  Graduate & Postdoctoral Affairs
- Affaires publiques - Public Affairs
- Sciences - Science
- Entreprise - The Sprott School of Business

## Campus

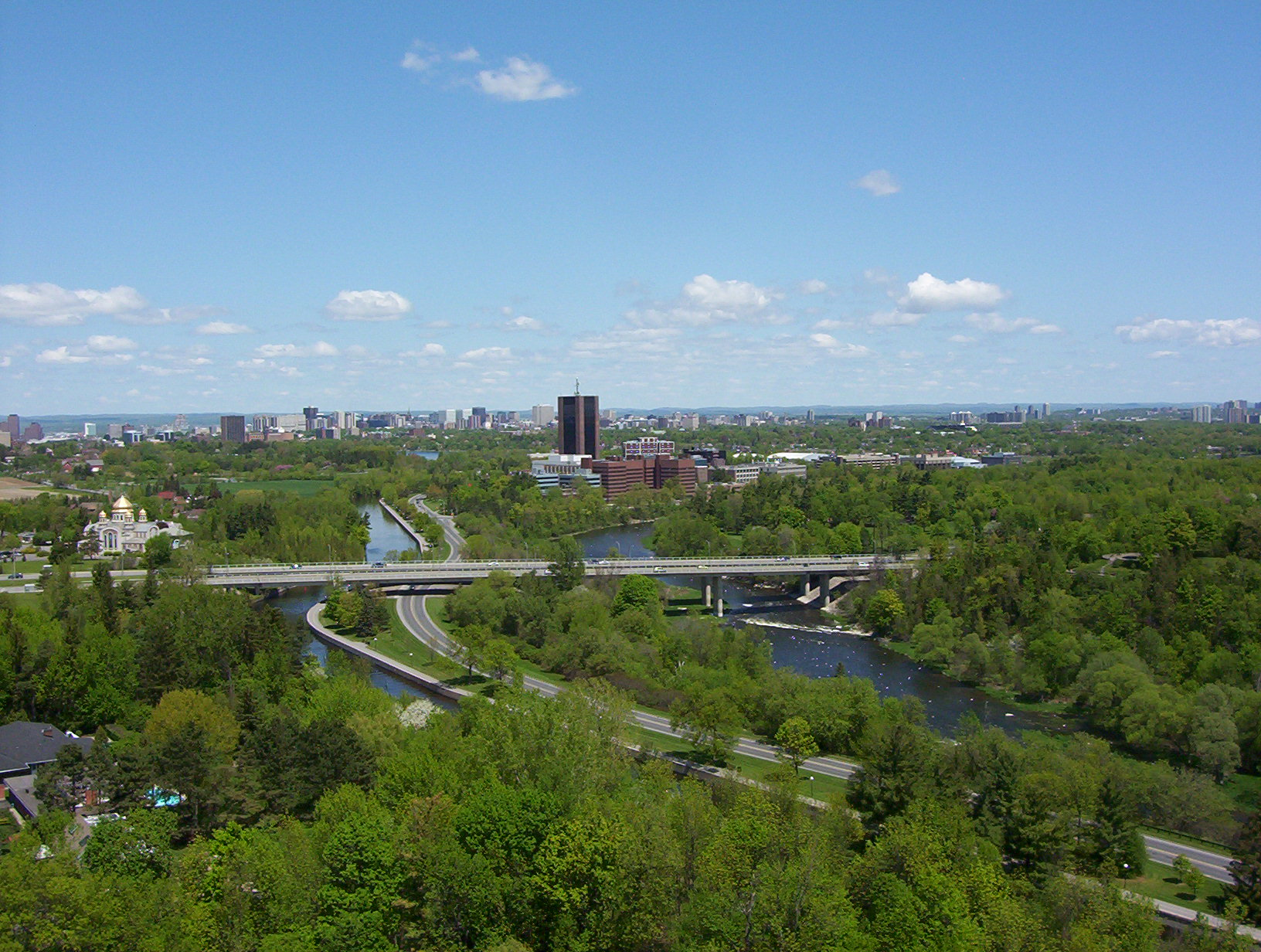
L'université Carleton vue du sud.

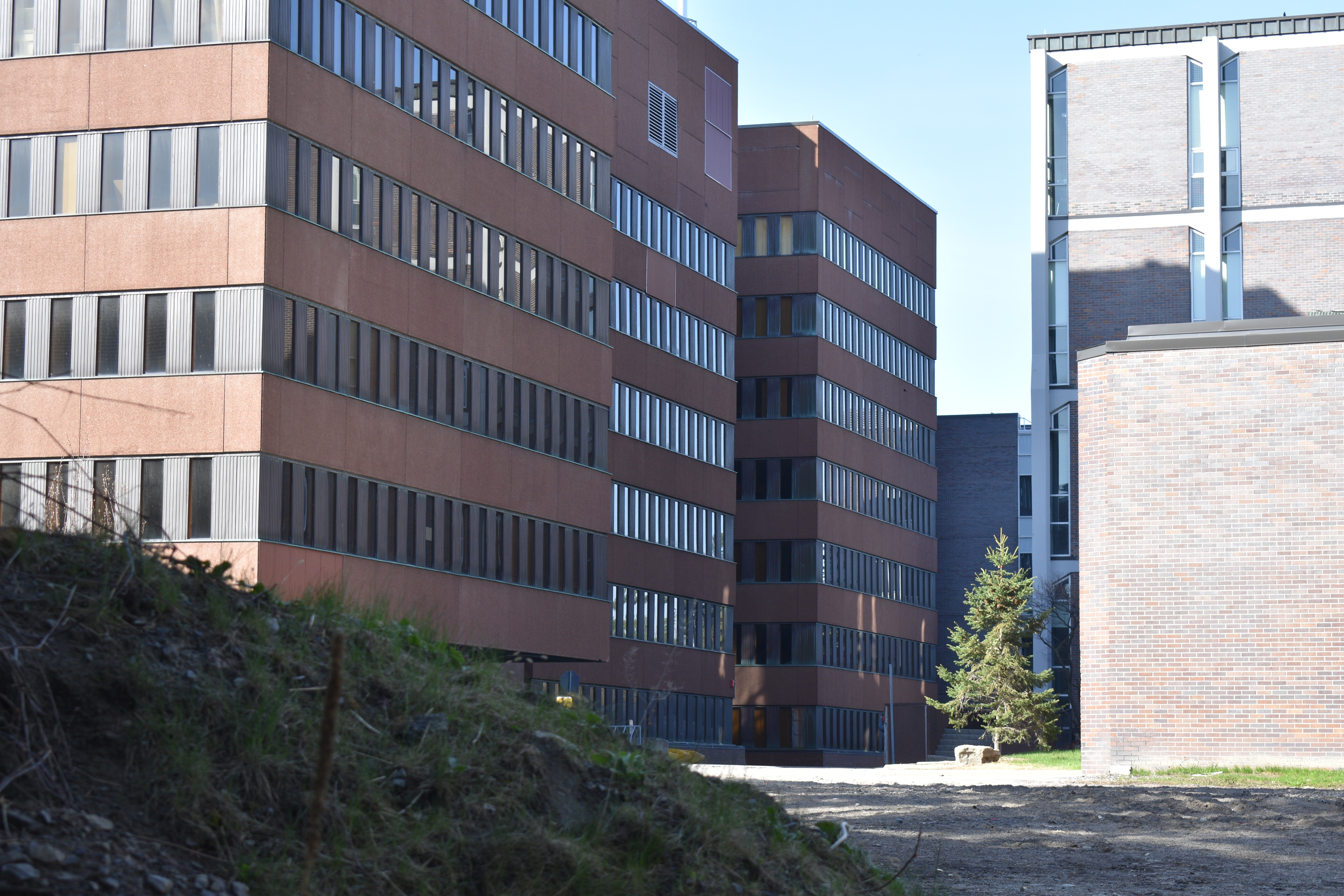
Loeb Building à l'Université Carleton

Le campus est situé à l'ouest du Vieil Ottawa-Sud et du Glèbe, près de Confederation Heights (en). Il est délimité au nord par le canal Rideau et Lac Dow et au sud par la rivière Rideau. Un tunnel souterrain relie plusieurs bâtiments de l'école.

## Personnalités liées à l’université

### Chanceliers
- 1952-1954 : Harry Stevenson Southam
- 1954-1968 : Chalmers Jack Mackenzie
- 1969-1972 : Lester B. Pearson
- 1973-1980 : Gerhard Herzberg
- 1980-1990 : Gordon Robertson (en) (émérite depuis 1992)
- 1990-1992 : Pauline Jewett
- 1993-2002 : Arthur Kroeger (émérite 2002-2008)
- 2002 : Ramon John Hnatyshyn
- 2003-2008 : Marc Garneau (émérite depuis 2008)
- Depuis 2008 : Herb Gray

### Professeurs et étudiants
- Dan Aykroyd, acteur, producteur et scénariste canadien
- Conrad Black, baron Black de Crossharbour, présentement détenu en Floride pour entrave à la justice
- Christian Bök, auteur et poète expérimental
- Odette Condemine, élève puis enseignante[3]
- Hassan Diab, sociologue poursuivi pour terrorisme
- Amira Elghawaby, journaliste
- Gerhard Herzberg, chimiste canadien, lauréat du prix Nobel de chimie
- Heather Igloliorte, professeure à l'Université Concordia à Montréal
- Peter Jennings, présentateur vedette de la chaîne américaine ABC
- Helen Levine, travailleuse sociale et militante féministe
- Gavin McInnes, fondateur du magazine Vice et du groupuscule néo-fasciste des Proud Boys
- Henry Makow, concepteur du jeu Question de scrupules
- Lester B. Pearson, diplomate, homme politique et homme d'État canadien, lauréat du prix Nobel de la paix